# Alice Drummond
Alice Drummond (Pawtucket, 21 mei 1928 - The Bronx - New York 30 november 2016) ,geboren als Alice Elizabeth Ruyter, was een Amerikaanse actrice.

## Biografie
Drummond heeft gestudeerd aan de Brown-universiteit in Providence (Rhode Island), en haalde in 1950 haar diploma.
Drummond begon met acteren in het theater, zij maakte in 1959 haar debuut op Broadway in het toneelstuk Lysistrata. Hierna heeft zij nog meerdere rollen gespeeld op Broadway als op Off-Broadway.
Drummond begon in 1967 met acteren voor televisie in de televisieserie Dark Shadows. Hierna heeft zij nog meerdere rollen gespeeld in televisieseries en films zoals Where the Heart Is (1971-1973), Ryan's Hope (1978), Running on Empty (1988), Ace Ventura: Pet Detective (1994), I.Q. (1994), In & Out (1997), Doubt (2008) en After.Life (2009). 
Drummond was van 1951 tot en met 1975 getrouwd.
Drummond heeft gestudeerd aan de Brown-universiteit in Providence (Rhode Island), en haalde in 1950 haar diploma.
Drummond begon met acteren in het theater, zij maakte in 1959 haar debuut op Broadway in het toneelstuk Lysistrata. Hierna heeft zij nog meerdere rollen gespeeld op Broadway als op Off-Broadway.
Drummond begon in 1967 met acteren voor televisie in de televisieserie Dark Shadows. Hierna heeft zij nog meerdere rollen gespeeld in televisieseries en films zoals Where the Heart Is (1971-1973), Ryan's Hope (1978), Running on Empty (1988), Ace Ventura: Pet Detective (1994), I.Q. (1994), In & Out (1997), Doubt (2008) en After.Life (2009).
Drummond was van 1951 tot en met 1975 getrouwd.

## Filmografie

### Films
- 2009 After.Life – als mrs. Hutton
- 2009 Motherhood – als Edith
- 2008 Doubt – als zuster Veronica
- 2008 Synecdoche, New York – als actrice Frances
- 2005 The Honeymooners – als mrs. Benvenuti
- 2004 House of D – als mrs. Brevoort
- 1997 In & Out – als tante Susan
- 1996 Walking and Talking – als Betsy
- 1994 I.Q. – als dinner gaste
- 1994 Nobody's Fool – als Hattie
- 1994 Ace Ventura: Pet Detective – als mrs. Finkle
- 1990 Awakenings – als Lucy
- 1988 Running on Empty – als mrs. Powell
- 1988 Funny Farm – als Ethel Dinges
- 1984 Ghostbusters – als bibliothecaris
- 1970 Where's Poppa? – als vrouw in de lift

### Televisieseries
Uitgezonderd eenmalige gastrollen.
- 1992 Frannie's Turn – als Rosa Escobar – 6 afl.
- 1990 – 1991 Lenny – als Mary Callahan – 16 afl.
- 1981 Park Place – als Frances Heine – 4 afl.
- 1978 Ryan's Hope – als Susie Simpson – 3 afl.
- 1977 The Best of Families – als Mabel Baldwin – miniserie
- 1971 - 1973 Where the Heart Is – als Loretta Jardin - 3 afl.
- 1967 Dark Shadows – als verpleegster Jackson – 4 afl.

## Theaterwerk opBroadway
- 1983 – 1984 You Can't Take It with You – als Gay Wellington
- 1977 Some of My Best Friends – als Dorothy Mumford
- 1976 Boy Meets Girl – als mrs. Crews
- 1976 Secret Service – als mrs. Varney
- 1976 A Memory of Two Mondays / 27 Wagons Full of Cotton – als Agnes
- 1975 Summer Brave – als Christine Schoenwalder
- 1974 – 1975 Thieves – als Flo
- 1970 The Chinese and dr. Fish – als mrs. Lee
- 1966 Malcolm – als Eloisa Brace
- 1963 – 1964 The Ballad of the Sad Café – als inwoonster
- 1960 Henry IV, Part II – als Lady Nothumberland
- 1960 Peer Gynt – als Ingrid
- 1959 Lysistrata – als Kratylla

- Biblioteca Nacional de España: XX5523617
- International Standard Name Identifier: 0000 0000 4577 6903
- Library of Congress Control Number: no2001099024
- SNAC: w6z926mx
- Virtual International Authority File: 21802218
- WorldCat: E39PBJvXkyWfXRBDyHfFM3kxDq